# Tamika Williams
Tamika Williams ou Tamika Raymond, née le 12 avril 1980 à Dayton (Ohio), est une joueuse et entraîneuse américaine de basket-ball.

## Joueuse
Sortie de Chaminade-Julienne High school, elle est courtisée par de nombreuses universités et choisit les Huskies du Connecticut qui remportent le championnat NCAA en 2000 et 2002 sous la direction de Geno Auriemma. Alors en WNBA, elle profite de la période hors saison pour obtenir de nouveaux diplômes de l'Université d'État de l'Ohio.
Elle est choisie durant la draft WNBA 2002 par le Lynx du Minnesota en sixième position. Lors de la saison WNBA 2003, elle établit un record d'adresse de 66,8% qui n'est approché, mais pas battu, que lors de la saison WNBA 2016 par Nneka Ogwumike. Le 14 mars 2008, elle est transférée par le Lynx au Sun du Connecticut en échange de Kristen Rasmussen. 
En 2013, elle est introduite au Ohio Basketball Hall of Fame.

## Entraîneuse
Elle est d'abord assistante coach aux Buckeyes d'Ohio State avec Jim Foster puis aux Jayhawks du Kansas. En 2011, elle rejoint le secteur privé dans le Texas pour une compagnie d'assurance et parallèlement comme analyste pour ESPN pour la saison NCAA 2011-2012. Elle s'engage pour la promotion du basket-ball et contre le SIDA. En 2014, elle rejoint Kentucky comme assistante.
En 2010, elle est entraîneuse de l'équipe senior qui dispute les Jeux asiatique à Guangzhou en Chine.

## Distinctions personnelles
- WBCA high school player of the year (1998)[6]
- Ohio Ms. Basketball (1998)[7]
- Dawn Staley Community Leadership Award (2008)[8]